# Walt Lloyd
Walter Lloyd (* vor 1980) ist ein US-amerikanischer Kameramann.
Walt Lloyd ist seit Anfang der 1980er Jahre als Kameramann tätig, dabei die ersten Jahre als Kameraassistent und Kameraoperateur. 1992 wurde er für seine Arbeit beim Film Kafka mit dem Independent Spirit Award ausgezeichnet. Insgesamt wirkte er bei mehr als 50 Produktionen für Film und Fernsehen mit.

## Filmografie (Auswahl)
- 1986: Teuflische Klasse (Dangerously Close)
- 1987: Hetzjagd in St. Lucas (Down Twisted)
- 1988: The Wash
- 1989: Sex, Lügen und Video (Sex, Lies, and Videotape)
- 1989: Out on the Edge (Fernsehfilm)
- 1990: Zorniger Schlaf (To Sleep with Anger)
- 1990: Hart auf Sendung (Pump Up the Volume)
- 1990: Dem Tod ganz nah (Extreme Close-Up, Fernsehfilm)
- 1991: Zandalee – Das sechste Gebot (Zandalee)
- 1991: Kafka
- 1992: Paydirt – Schmutziges Geld (There Goes the Neighborhood)
- 1993: Amos & Andrew – Zwei fast perfekte Chaoten (Amos & Andrew)
- 1993: Short Cuts
- 1993: Stadtgeschichten (Tales of the City, Miniserie, 6 Folgen)
- 1994: Zu viel Liebe – Davids Mutter (David’s Mother, Fernsehfilm)
- 1994: The James Gang (Frank and Jesse)
- 1994: Santa Clause – Eine schöne Bescherung (The Santa Clause)
- 1995: Das Empire Team (Empire Records)
- 1996: Callgirl Affair – Ein Vater kennt kein Tabu (The Ultimate Lie, Fernsehfilm)
- 1996: Minnesota (Feeling Minnesota)
- 1996: Frage nicht nach Morgen (Suddenly, Fernsehfilm)
- 1997: Private Parts
- 1998: Dark Harbor – Der Fremde am Weg (Dark Harbor)
- 1999: Superstar – Trau’ Dich zu träumen (Superstar)
- 1999: Ein Date zu dritt (Three to Tango)
- 2002: They Shoot Divas, Don’t They? (Fernsehfilm)
- 2002–2003: CSI: Miami (Fernsehserie, 11 Folgen)
- 2004–2005: Dr. House (House, M.D., Fernsehserie, 9 Folgen)
- 2005: Trump Unauthorized (Fernsehfilm)
- 2006: The Quest – Das Geheimnis der Königskammer (The Librarian – Return to King Solomon’s Mines, Fernsehfilm)
- 2007: The Air I Breathe – Die Macht des Schicksals (The Air I Breathe)
- 2008: Wieners
- 2008: Alien Raiders
- 2009: Follow the Prophet
- 2011: The Protector (Fernsehserie, 13 Folgen)
- 2012: Farben der Liebe (The Forger oder Carmel-by-the-Sea)
- 2014: Devious Maids – Schmutzige Geheimnisse (Devious Maids, Fernsehserie, 13 Folgen)
- 2015: Under the Dome (Fernsehserie, 13 Folgen)
- 2015: South of Hell (Fernsehserie, 8 Folgen)
- 2018: The Detour (Fernsehserie, 10 Folgen)
- 2018: Hit the Floor (Fernsehserie, 8 Folgen)
- 2019: The I-Land (Fernsehserie, 7 Folgen)
- 2022: Out of the Blue – Gefährliche Lust (Out of the Blue)
- 2023: Ich und die Walter Boys (My Life with the Walter Boys, Fernsehserie, 10 Folgen)